# Österreichischer Eishockeyverband
Österreichischer Eishockeyverband (ÖEHV) bildades 1912, och är det österrikiska ishockeyförbundet. Österrike inträdde i IIHF den 18 mars 1912.

### Fotnoter
1. ↑  ”Österreichischer Eishockeyverband”. Arkiverad från originalet den 8 juni 2016. https://web.archive.org/web/20160608025255/http://www.eishockey.at/oeehv-informationen/english/. Läst 28 augusti 2011.
2. ↑  ”International Ice Hockey Federation”. http://www.iihf.com/iihf-home/countries/austria.html. Läst 28 augusti 2011.